# Монадологія
«Монадоло́гія» (фр. La Monadologie, 1714) — одна із праць Ґотфріда Ляйбніца, де найповніше викладено його філософію — монадизм. У назві через поєднання слів «monas» («єдиність») і «logos» («трактат» або «наука») відображено суть вчення про найпростіші субстанції, метафізичні атоми монади. Праця написана під кінець життя філософа, щоб підтримати метафізику простих субстанцій.

## Зміст
«Монадологія» написана короткими логічними параграфами,  кожен наступний з яких витікає із попереднього. Загальне число параграфів сягає 90.
Ляйбніц описує найпростіші субстанції, «духовні атоми» — монади, з яких складаються складні субстанції. Все в світі сповнене монад, кожна монада неподільна, нематеріяльна і унікальна. Існування монад виводиться з існування складних речей, про який відомо з досвіду. Монади незалежні, вони не можуть впливати на інші монади та зазнавати впливу, а їхні зміни зумовлені внутрішніми імпульсами. Вони бувають як несвідомі, так і наділені свідомістю.
Ляйбніц виділяє чотири рівні монад, відповідно до їхньої досконалості. Найменш досконалі несвідомі, лежать в основі неживої природи. Монади тварин володіють примітивною самосвідомістю, відчуттями та пам'яттю. Монади людських душ не лише сповна свідомі та здатні відчувати, а також забезпечують рацію і мислення. Вищою монадою є Бог, вона досконала та містить у собі потенціал до всього, що може існувати. В решті монад ця досконалість різною мірою відображається.
Внутрішні обмеження монад є причиною їхньої недосконалості порівняно з Богом. Всі монади, крім божественної, пов'язані з якою-небудь матерією. Речі, речовини або істоти існують, наче механізм, завдяки узгодженості частин і монад, що лежать в їхній основі. Матерія і монади діють за власними окремими законами, і хоча монади незалежні від матерії, світ перебуває у «передустановленій гармонії», створеній Богом. Завдяки такій гармонії зміни монад супроводжуються певними відповідними змінами матерії та навпаки. Тому ніщо в світі не відбувається марно, в тому числі добрі вчинки людини не лишаються без винагороди, а злі — без відплати.

## Обґрунтування
Раціональне обґрунтування монад Ляйбніцом містить п'ять рівнів:
1. Математичний, через  числення нескінченно малих і його антиатомістичні висновки (проти матеріалістів на кшталт Епікура, Лукреція і Гасенді).
2. Фізичний, через теорію живих сил і критику Декартової динаміки, експериментальні помилки якої Ляйбніц показав безпосередньо.
3. Метафізичний, через принцип достатньої підстави, який, як бритва Оккама, не може бути нескінченно помножений і потребує початку у кожній дії.
4. Психологічний, через постулювання вроджених ідей, особливо у «Нових Пробах про Людську Здатність розуміти», які надихнули Кантову «Критику чистого розуму».
5. Біологічний, через теорію преформізму тіл і їх функціонального поділу в органічному розвитку.

## Історія публікації
Побутує думка, що «Монадологію» було написано на прохання князя Ежена Савойського для роз'яснення думок, висловлених у «Теодицеї» Ляйбніца, або на прохання осіб з оточення герцога Орлеанського. Праця писалася Ляйбніцом французькою мовою, найімовірніше — у серпні-грудні 1714 року в Ганновері.
Відомо чотири варіанти праці, що слугували основою для подальших видань: чернетковий, два пізніших (зберігаються у Ганноверському архіві), і переписаний імовірно знайомим Ляйбніца, Гейнріхом Келером (зберігається у Відні). Вперше текст «Монадології» було оприлюднено у німецькому перекладі Гайнриха Келера 1720 року. Саме Келер дав праці назву «Монадологія». У 1721 з'явився латинський переклад Міхеля Ґотліба Ганша, надрукований у часописі «Acta Eruditorum» під заголовком «Principia Philosophiae, autore G.G. Leibnitio», також на основі віденського варіанту.
Французький оригінал вперше вийшов друком лише 1840 року зусиллями Йогана Едуарда Ердмана. У 1881 році Еміль Бутру видав «Монадологію» на основі двох копій з Ганноверського архіву, що містять посилання на «Теодицею».